# Pietro Ruta
Pietro Willy Ruta (Gravedona, 6 agosto 1987) è un canottiere italiano.

## Biografia
È nato a Gravedona, sul lago Lario, in una famiglia di origine di Ispica.
La sua prima società è stata la Canottieri Menaggio.
Ha rappresentato l'Italia ai Giochi olimpici estivi di Londra 2012 nel due di coppia pesi leggeri, con Elia Luini, dove è stato eliminato in semifinale.
Ai Giochi del Mediterraneo di Mersin 2013 ha conquistato l'oro nel singolo pesi leggeri, precedendo sul podio il turco Hüseyin Kandemir e il greco Panagiotis Magdanis.
Il 21 luglio 2014 è stato arruolato nella Polizia di Stato come Agente, ed è entrato nel Gruppo Sportivo Fiamme Oro.
Ha fatto la sua seconda apparizione olimpica a Rio de Janeiro 2016 nel quattro senza pesi leggeri con Livio La Padula, Stefano Oppo e Martino Goretti, concludendo la finale in quarta posizione.
Ai Giochi del Mediterraneo di Tarragona 2018 ha ottenuto l'oro nel 2 di coppia pesi leggeri, con Stefano Oppo.
Si è laureato campione europeo nel 2 di coppia pesi leggeri agli europei di Poznań 2020, remando con Stefano Oppo. Sempre con Oppo, l'anno successivo ai Giochi olimpici di Tokyo 2020, posticipati al 2021 per la pandemia di COVID-19, ha vinto la medaglia di bronzo nel due di coppia pesi leggeri.
Ai mondiali di Belgrado 2023 si è laureato campione iridato nel quattro di coppia pesi leggeri, assieme a Luca Borgonovo, Matteo Tonelli e Nicolò Demiliani.

## Palmarès
- Giochi olimpici

Tokyo 2020: bronzo nel 2 di coppia pesi leggeri.
- Mondiali

Bled 2011: argento nel singolo pesi leggeri;
Sarasota 2017: argento 2 di coppia pesi leggeri;
Plovdiv 2018: argento nel 2 di coppia pesi leggeri;
Linz-Ottensheim 2019: argento nel 2 di coppia pesi leggeri;
Račice 2022: argento nel 2 di coppia pesi leggeri;
Belgrado 2023: oro nel 4 di coppia pesi leggeri;
- Europei

Montemor-o-Velho 2010: oro nel 4 di coppia pesi leggeri;
Račice 2017: bronzo nel 2 di coppia pesi leggeri;
Glasgow 2018: bronzo nel 2 di coppia pesi leggeri;
Lucerna 2019: argento nel 2 di coppia pesi leggeri;
Poznań 2020: oro nel 2 di coppia pesi leggeri;
Varese 2021: bronzo nel 2 di coppia pesi leggeri;
Monaco di Baviera 2022: argento nel 2 di coppia pesi leggeri;
- Giochi del Mediterraneo

Mersin 2013: oro nel singolo pesi leggeri
Tarragona 2018: oro nel 2 di coppia pesi leggeri;